# Asterropteryx
Asterropteryx is een geslacht van straalvinnige vissen uit de familie van grondels (Gobiidae). Het geslacht is voor het eerst wetenschappelijk beschreven in 1830 door Rüppell.

## Soorten
- Asterropteryx atripes Shibukawa & Suzuki, 2002
- Asterropteryx bipunctata Allen & Munday, 1995
- Asterropteryx ensifera (Bleeker, 1874)
- Asterropteryx ovata Shibukawa & Suzuki, 2007
- Asterropteryx semipunctata Rüppell, 1830
- Asterropteryx senoui Shibukawa & Suzuki, 2007
- Asterropteryx spinosa (Goren, 1981)
- Asterropteryx striata Allen & Munday, 1995